# Wonderful World (James Morrison)
Wonderful World è il secondo singolo del cantautore inglese James Morrison, pubblicato il 16 ottobre 2006. La canzone è inclusa nell'album di debutto del cantautore, Undiscovered, che verrà pubblicato il 31 luglio dello stesso anno.
È arrivata al 373º posto nella classifica Rolling Stone's 500 Greatest Songs of All Time.

## Tracklist
2-track single
1. "Wonderful World" - 3:30
2. "My Uprising" - 3:44

CD-Maxi
1. "Wonderful World" - 3:30
2. "You Give Me Something" (Live in Tokyo) - 3:41
3. "Better Man" - 3:51
4. "Wonderful World" (Video)

## Video musicale
Il video mostra James Morrison seduto sul bordo di una piscina con la sua chitarra.

## Classifiche
| Classifica (2006-07) | Posizione più alta |
| -------------------- | ------------------ |
| Austria              | 57                 |
| Belgio (Fiandre)     | 40                 |
| Belgio (Vallonia)    | 31                 |
| Francia              | 29                 |
| Germania             | 87                 |
| Nuova Zelanda        | 16                 |
| Paesi Bassi          | 18                 |
| Regno Unito          | 8                  |
| Romania              | 67                 |
| Svizzera             | 35                 |